# Power Rangers Dino Thunder
Power Rangers Dino Thunder (no Brasil, Power Rangers: Dino Trovão) é uma série de televisão americana, sendo a décima segunda temporada da franquia Power Rangers. Como em todas as séries dos Power Rangers, foi adaptado de uma série da franquia japonesa Super Sentai, neste caso o 27º título, Bakuryū Sentai Abaranger. Dino Thunder apresenta James Napier, Kevin Duhaney, Emma Lahana, Jason David Frank e Jeffrey Parazzo nos papéis principais, com adições de Katrina Devine, Tom Hern, Miriama Smith e Latham Gaines. Também foi o subtítulo da dublagem coreana de Abaranger na Coréia do Sul e também tinha um logotipo semelhante à versão americana. 
Foi a primeira série dos Power Rangers a ser exibida em novo bloco da Jetix e na Toon Disney. No Brasil, foi exibido no canal Jetix, e na Rede Globo nos programas TV Globinho e TV Xuxa. Em Portugal, foi exibido na SIC. A série é notável, pois apresenta o retorno de Jason David Frank a um papel principal. É aclamada como uma das melhores séries dos Power Rangers, com a Screen Rant nomeando-a como a melhor série dos Power Rangers de todos os tempos.

## Elenco
| Ator/Atriz        | Personagem       | Denominação                                 | Poder da Dino Pedra                             | Zord         | Armas                           |
| ----------------- | ---------------- | ------------------------------------------- | ----------------------------------------------- | ------------ | ------------------------------- |
| James Napier      | Conner McKnight  | Ranger Dino Trovão Vemelho Ranger Triássico | Super Velocidade                                | Tirano Zord  | Tirano Cajado Escudo do Triunfo |
| Kevin Duhaney     | Ethan James      | Ranger Dino Trovão Azul                     | Dino-Skin (Invulnerabilidade a ataques físicos) | Tricera Zord | Tricera Escudo                  |
| Emma Lahana       | Kira Ford        | Ranger Dino Trovão Amarela                  | Ptera-Grito (Grito supersônico)                 | Ptera Zord   | Ptero-Garras                    |
| Jason David Frank | Dr. Tommy Oliver | Ranger Dino Trovão Preto                    | Invisibilidade                                  | Bráquio Zord | Brakio-cajado                   |
| Jeffrey Parazzo   | Trent Fernandez  | Ranger Dino Trovão Branco                   | Camuflagem                                      | Dragonzord   | Espada Dragão                   |